# Muhoozi Kainerugaba
Muhoozi Kainerugaba (Dar es Salaam, 24 aprile 1974) è un militare ugandese.
Figlio del Presidente dell'Uganda Yoweri Museveni (in carica dal 1986), è considerato suo possibile successore. È stato comandante del Comando forze speciali (2008-2017, 2020-2021) e comandante delle forze di terra della Forza di Difesa Popolare dell'Uganda dal 24 giugno 2021 al 4 ottobre 2022.

## Biografia
Muhoozi Kainerugaba è nato in Tanzania da Yoweri Museveni e sua moglie Janet Museveni. A quel tempo, suo padre stava combattendo in esilio contro il governo dittatoriale ugandese di Idi Amin Dada. Da bambino, Kainerugaba ha frequentato scuole in Tanzania, Kenya e Svezia ed è diventato un cristiano rinato. Dopo che suo padre divenne Presidente dell'Uganda, ha frequentato la Kampala Parents School, il King's College Budo e il St. Mary's College Kisubi. Si è laureato nel 1994. Alcune fonti affermano che ha studiato scienze politiche all'Università di Nottingham in Inghilterra fino al 1997. È entrato a far parte delle forze armate ugandesi nel 1999 e si è formato presso la Reale accademia militare di Sandhurst nel 2000, seguito da un addestramento negli Stati Uniti d'America e in Sudafrica. Nel 2013 è diventato comandante dello Special Forces Command (SFC), l'unità speciale preposta alla sicurezza del presidente. L'unità è anche accusata di rapimento e tortura di oppositori del governo, tanto che nel 2021 è stata sporta nei suoi confronti una denuncia presso la Corte penale internazionale.
Nel 2019 è stato promosso dal padre tenente generale delle forze armate e ha assunto il controllo delle forze di terra dell'Uganda nel giugno 2021. Il 30 novembre 2021, l'Uganda e la Repubblica Democratica del Congo hanno lanciato un'offensiva militare congiunta contro il gruppo ribelle ugandese Allied Democratic Forces (ADF) nel Congo orientale, che era co-guidato da Kainerugaba.
È stato rimosso dal comando il 4 ottobre 2022, a seguito di alcuni suoi tweets ove affermava di poter conquistare Nairobi nel giro di due settimane.
Nel marzo 2024, Yoweri Museveni ha nominato Muhoozi Kainerugaba comandante in capo degli eserciti dell'Uganda.

### Uso di Twitter
Kainerugaba è noto per il suo prolifico e poco ortodosso uso di Twitter, giudicato inappropriato da diversi commentatori. Ha disattivato il proprio account il 12 aprile 2022, per poi riattivarlo quattro giorni dopo.
Poco dopo le elezioni politiche italiane del 25 settembre 2022, Kainerugaba aveva usato Twitter per congratularsi con Giorgia Meloni (leader del partito più votato, Fratelli d'Italia), dicendo di volerle offrire 100 mucche Ankole.

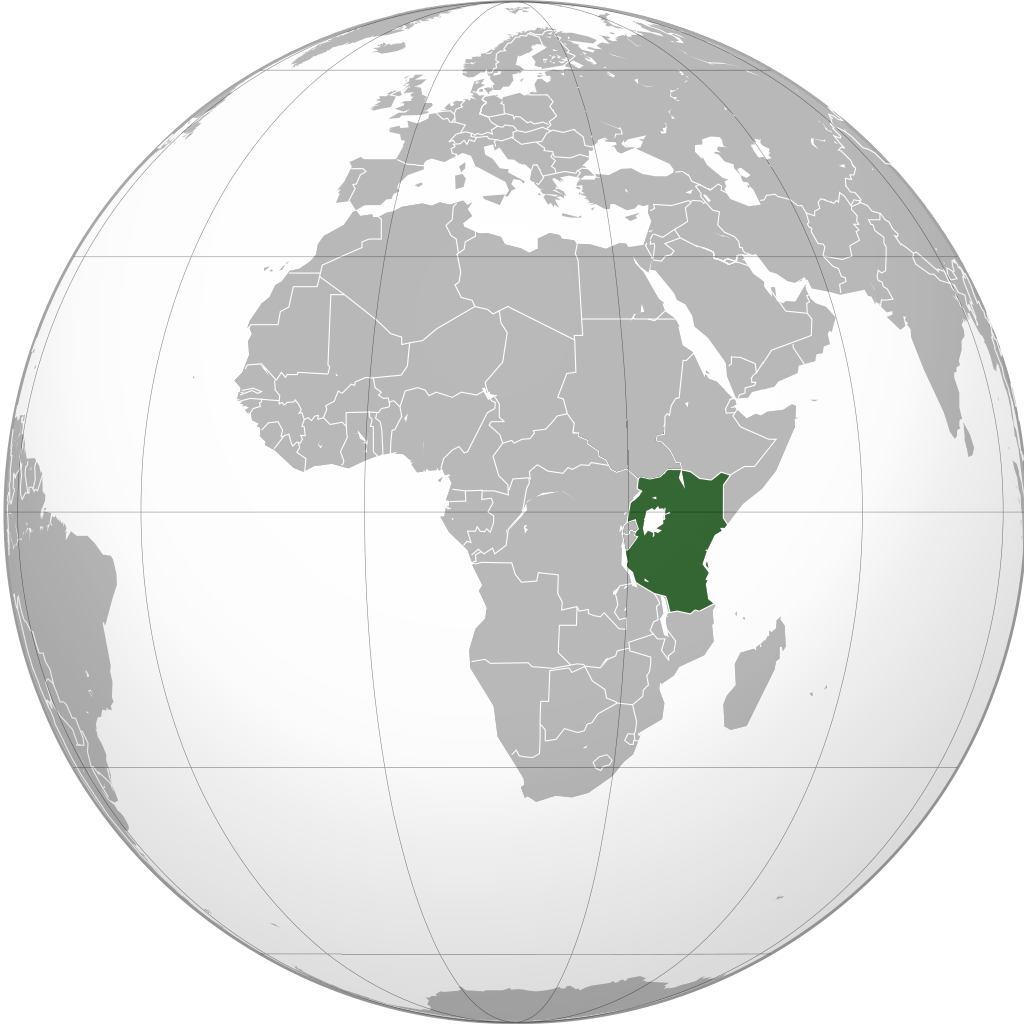
Un'eventuale unione di Uganda, Tanzania e Kenya (corrispondente alla Federazione dell'Africa orientale come proposta nel 1963)

In altri tweets aveva auspicato la formazione di una  "Unione dell'Africa orientale" nata dalla fusione tra l'Uganda e i suoi vicini, Tanzania e Kenya (verosimilmente tramite annessione militare dei secondi da parte del primo). Proprio a causa di una di queste esternazioni, il 4 ottobre 2022 era stato rimosso dalla carica di comandante generale.